# Ban Huoeisay Airport
Ban Huoeisay Airport (engelska: Huoeisay Airport, Ban Houayxay Airport, Ban Houei Sai Airport, Ban Huay Xai Airport) är en flygplats i Laos.   Den ligger i provinsen Bokeo, i den nordvästra delen av landet, 300 km nordväst om huvudstaden Vientiane. Ban Huoeisay Airport ligger 402 meter över havet.
Terrängen runt Ban Huoeisay Airport är varierad. Runt Ban Huoeisay Airport är det ganska tätbefolkat, med 67 invånare per kvadratkilometer. Närmaste större samhälle är Ban Houakhoua, 2,4 km sydost om Ban Huoeisay Airport. Omgivningarna runt Ban Huoeisay Airport är en mosaik av jordbruksmark och naturlig växtlighet.